# سیل اروپا (۲۰۲۱)
سیل اروپا (به انگلیسی: 2021 European floods) مجموعه ای از سیلاب‌های شدید است که از ۱۴ ژوئیه ۲۰۲۱ در اروپا آغاز شده‌است. در پی بارش شدید باران در ۱۴ و ۱۵ ژوئیه به میزان ۱۰۰ تا ۱۵۰ میلی‌متر در مناطق مختلف به‌خصوص نوردراین-وستفالن و راینلاند-فالتس، سیلاب‌های شدیدی آغاز شد که حوضه آبریز چندین رودخانه را دربرگرفت. سیلاب کشورهای آلمان، کرواسی، ایتالیا، سوئیس، جمهوری چک، فرانسه، رومانی، بریتانیا، بلژیک، اتریش ،لوکزامبورگ و هلند را درنوردید و ۱۸۴ کشته و ۱۵۰۰ مفقودی در آلمان، بلژیک و ایتالیا در پی داشت. این خسارت بارترین فاجعه طبیعی آلمان پس از جنگ جهانی دوم می‌باشد.